# لورين ستامايل
لورين ستامايل (بالإنجليزية: Lauren Stamile)‏ ممثلة أمريكية من مواليد 12 سبتمبر 1976.

## مواقع خارجية
- لورين ستامايل على موقع IMDb (الإنجليزية)
- لورين ستامايل على موقع ألو سيني (الفرنسية)
- لورين ستامايل على موقع أول موفي (الإنجليزية)
- لورين ستامايل على موقع قاعدة بيانات الفيلم (الإنجليزية)
- لورين ستامايل على موقع كينوبويسك (الروسية)